# Metagoniochernes milloti
Metagoniochernes milloti är en spindeldjursart som beskrevs av Max Vachon 1951. Metagoniochernes milloti ingår i släktet Metagoniochernes och familjen blindklokrypare. Inga underarter finns listade i Catalogue of Life.